# Patientenzufriedenheit
Patientenzufriedenheit ist ein in der Sozialforschung entwickeltes Konzept, das die Zufriedenheit von Patienten mit den in Anspruch genommenen Leistungen im Gesundheitswesen beschreibt. Konkret wird unter Patientenzufriedenheit die Differenz zwischen der vom Patienten erwarteten Qualität einer medizinischen Versorgung und der von ihnen wahrgenommenen Qualität im Rahmen seiner Versorgung verstanden.

## Theoretische Bezüge
Es wird angenommen, dass der Patient eine Erwartung bezüglich unterschiedlicher Leistungsaspekte seiner medizinischen Behandlung a priori entwickelt und diese anhand seiner Erfahrungen und Erlebnisse bewertet. Die daraus resultierende Bilanz aus Ist- und Sollleistungen führt entweder zur Zufriedenheit (die Erwartungen waren niedriger als die wahrgenommenen Leistungen) oder zu Unzufriedenheit (die Erwartungen waren höher als die wahrgenommenen Leistungen). Diese Betrachtungsweise ist der Kundenzufriedenheitsforschung entliehen und findet die Ursprünge im Diskonfirmationsparadigma. Werden diese Ursprünge auf das Gesundheitswesen übertragen, kann die medizinische Versorgungsleistung anhand folgender Dimensionen kategorisiert werden:
- Strukturqualität
- Prozessqualität
- Ergebnisqualität
- Sozialqualität

Dies führt in der Praxis immer wieder zu dem Vorwurf, dass der Patient nicht ausschließlich Kunde sei und seine Rolle als Ko-Produzent der medizinischen Leistung wahrgenommen werden müsse.

## Teilaspekte
Das Konstrukt Patientenzufriedenheit stellt gewissermaßen einen Sammelbegriff für alle Leistungen dar, die ein Patient während seines Krankenhausaufenthaltes wahrnimmt und mit denen er zufrieden oder unzufrieden ist. Klassischerweise werden diese Leistungen in drei Bereichen zusammengefasst:
- Medizinische Leistungen
- Pflegerische Leistungen
- „Hotel“leistungen

Dabei müssen diese drei Bereiche wiederum als kumulierte Beurteilungen diverser Teilbereiche gelten. Hall und Dornan haben in einer historischen Metaanalyse von 221 Forschungsarbeiten einen Bereich von einem bis zwölf Gesichtspunkten gefunden, die zur Operationalisierung von Patientenzufriedenheit herangezogen wurden. Sie nennen u. a. Menschlichkeit, Informiertheit, technische Kompetenz, bürokratische Prozesse und Erfolg der Behandlung. Cleary nennt in seiner Arbeit die Dimensionen „the personal aspects of care, the technical quality of care, accessibility and availability of care, continuity of care, patient convenience, physical settings, financial considerations and efficacy“. Jacob und Bengel geben in ihrer „kritischen Bestandsaufnahme“ einen Überblick über verschiedene Dimensionen, die zur Messung von Patientenzufriedenheit herangezogen werden. Sie weisen darauf hin, dass bei aller Differenzierung auch in Betracht gezogen werden sollte, welche Bedeutung und Wichtigkeit verschiedene Aspekte bzw. Dimensionen der wahrgenommenen Leistung für die Gesamtzufriedenheit der Patienten haben. Gemeint ist damit, dass die Zufriedenheit beispielsweise mit den sogenannten Hotelleistungen im Verhältnis mit der Zufriedenheit mit der wahrgenommenen medizinischen Leistung nur schwer vergleichbar ist. Erlebt ein Patient seinen Aufenthalt in einem Krankenhaus nicht als kurierend bzw. zumindest nicht als schmerzlindernd, so hebt auch ein ansprechendes Ambiente der Zimmer und Warteräume die Zufriedenheit mit dem Krankenhaus nicht bedeutsam. Neben Zufriedenheit mit den konkreten Leistungen spielt also die Wichtigkeit der beurteilten Dimensionen aus Sicht des Patienten eine entscheidende Rolle.

## Messung
Es gibt verschiedene Möglichkeiten die Zufriedenheit von Patienten zu erheben. Grundsätzlich kann unterschieden werden zwischen der Befragung aktueller Patienten (Inhouse-Befragung) oder bereits entlassenen Patienten und der Fragebogenerhebung oder der Befragung.
Bei der Befragung aktueller Patienten kommt dem Befragungstermin eine besondere Bedeutung zu. Befragungen zu Beginn des Krankenhausaufenthalts können dazu führen, dass der befragte Patient nicht alle Dimensionen hinreichend beurteilen kann. Wird der Patient erst am Ende seines Krankenhausaufenthaltes befragt, ist bekannt, dass sein Urteil tendenziell positiver ausfällt als während seines Aufenthalts (Halo-Effekt: das positive Erleben der Entlassungssituation schönt die persönlichen Erinnerungen im Rückblick). Bei der Befragung ehemaliger Patienten begibt man sich in den Bereich der Erinnerungsfehler. Einzelerlebnisse werden eventuell überbewertet oder aber abgeschwächt, insgesamt kommt es eventuell zu Verzerrungen. Andererseits können erst entlassene Patienten sinnvoll Rückmeldung zum Entlassungsvorgang und damit verbundener Aspekte geben. Außerdem zeigt sich in statistischen Vergleichen kein signifikanter Unterschied zwischen dem Urteil aktueller und ehemaliger Patienten. Ein kommerzieller Anbieter von Patientenzufriedenheitsbefragungen schlägt aus diesen Gründen vor, eine stichtagsbezogene Mehrfacherhebung mit aktuellen Patienten durchzuführen und diese durch eine postalische Befragung ehemaliger Patienten, die nicht länger als 4 Wochen das Krankenhaus verlassen haben, durchzuführen. Stichtagsbezogen heißt, dass an einem (vor-)bestimmten Tage, alle Patienten einer beteiligten Station befragt werden, soweit diese physisch und psychisch dazu in der Lage sind. Dieses Vorgehen führt dazu, dass aktuelle Verweildauern der Patienten zufällig vermischt werden und es keinen Bias des Befragungstermins gibt. Diese Stichtagsbefragung wird so lange wiederholt, bis eine vorher festgelegte Anzahl von Fragebögen verteilt wurde.
Eine Patientenbefragung mit Fragebögen hat dabei den Vorteil, dass Patienten anonym auf die Fragen antworten können und wegen ihres Urteils keine negative Konsequenzen in ihrem weiteren Krankenhausaufenthalt befürchten müssen. Im Gegensatz zu Interviews sind Fragebogenerhebungen ökonomischer, zeitlich schneller und werden von den Patienten stärker als freiwillig wahrgenommen. Allerdings können bestimmte Erkrankungen dazu führen, dass einige Patienten keine Fragebögen ausfüllen können. Diese müssen dann entweder aus der Befragung bewusst ausgeschlossen oder aber zusätzlich per Interview befragt werden.
Tabletbasierte Patientenbefragungen ermöglichen die direkte elektronische Erfassung und Auswertung der Patientenumfrage. Diese elektronischen Systeme vereinfachen und erleichtern die Durchführung und Auswertung der Patientenzufriedenheitsumfrage erheblich.

## Daten
Nach Ergebnissen der GEDA Zusatzbefragung „Informationsverhalten und Selbstbestimmung von Bürger(inne)n und Patient(inn)en“ aus dem Jahr 2009 gibt der Großteil der Befragten an, sehr zufrieden mit den Kontakten im Gesundheitswesen zu sein. Männer sind dabei insgesamt zufriedener als Frauen.
|        | sehr zufrieden | zufrieden | wenig zufrieden | gar nicht zufrieden |
| ------ | -------------- | --------- | --------------- | ------------------- |
| Gesamt | 26,2 %         | 61,5 %    | 11,1 %          | 1,2 %               |
| Frauen | 26,7 %         | 59,9 %    | 11,4 %          | 2,0 %               |
| Männer | 25,9 %         | 63,0 %    | 10,7 %          | 0,4 %               |